# Balanopsammia wirtzi
Die Balanopsammia wirtzi  (gr. βάλανος  = Eichel, ψάμμος  = Sand) ist eine 2013 erstmals beschriebene Art aus der Familie der Dendrophylliidae-Steinkorallen, die im Bereich der kapverdischen Inseln zu finden ist.

## Beschreibung
Der einzelne Korallenpolyp wird bei Balanopsammia wirtzi bis zu 2,5 cm groß, sein Gewebe ist rosafarben, rötlich und orange. Die beobachteten Kolonien bestanden aus bis zu 15 Koralliten. Da Balanopsammia wirtzi keine Zooxanthellen enthält, d. h. Endosymbionten, die den Wirtsorganismus mit Zucker, Stärke und anderen organischen Produkten versorgen, ist sie auf den Fang von pflanzlichem und tierischem Plankton zur Ernährung angewiesen. Es sind keine von der Koralle gebildeten Giftstoffe bekannt.

## Taxonomie
Sowohl die Art als auch die Gattung wurden 2013 von Oscar Ocaña Vicente von der Fundacion Museo del Mar de Ceuta und Alberto Brito Hernández von der Universität La Laguna erstmals benannt und beschrieben. Sie konnten die Gattung deutlich von Balanophyllia und Cladopsammia abgrenzen. Neben dem unterschiedlichen Lebensraum ist ein wichtiges Charakteristikum, dass bei der kolonialen Wachstumsform die verschmolzenen Septen vom Jugend- zum Erwachsenenalter persistieren.
Die Gattung Balanopsammia ist monotypisch, von ihr sind also nur diese eine rezente Art und auch keine ausgestorbenen Arten bekannt. Der Artname wirtzi bezieht sich auf den Meeresbiologen und Unterwasserfotografen Peter Wirtz, der bekannt ist für seine Forschung zur Meeresfauna der makaronesischen Inseln.

## Vorkommen
Balanopsammia wirtzi wird im Atlantik rund um die kapverdischen Inseln Santiago und Sal gefunden. Sie kommt intertidal vor, d. h. in der Zone zwischen der Hoch- und Niedrigwasserlinie mit einem kontinuierlichen Wasserdurchfluss, und in flachen Felsriffen bis zu etwa 10 Metern gefunden. Im Gegensatz zu anderen azooxanthellaten Korallen wurde Balanopsammia wirtzi nicht in Unterwasserhöhlen angetroffen. Die Wassertemperatur in ihrem Habitat bewegt sich zwischen 20 °C und 27 °C.

## Schutzstatus
Balanopsammia wirtzi wird im Washingtoner Artenschutzübereinkommen im Anhang II geführt, d. h. kommerzieller Handel ist nach einer Unbedenklichkeitsprüfung des Ausfuhrstaates möglich. In der Roten Liste des IUCN erfolgte bisher keine Beurteilung.